# Grenzkontinuum
Das Grenzkontinuum ist ein enger kontinuierlicher Energiebereich, der sich im Emissionsspektrum eines Atoms an die einzelnen Serien mit ihren diskreten Energiestufen bzw. Spektrallinien anschließt.
Das Auftreten dieses kontinuierlichen, nicht quantisierten Bereichs kann man erklären, wenn man zum Beispiel ein ionisiertes Wasserstoffatom betrachtet. Ein freies Elektron, dessen kinetische Energie innerhalb eines schmalen Bereichs liegen kann, kann in das Atom eingebaut werden. Beim Übergang in einen der diskreten Energiezustände innerhalb des Atom wird dann ein Photon (elektromagnetische Strahlung) ausgesandt, dessen Energie sich aus der Summe der Energiedifferenz der einzelnen Atomzustände und der ursprünglichen kinetischen Energie des Elektrons zusammensetzt. Da die kinetische Energie einen kontinuierlichen Bereich abdecken kann, ist somit auch die Gesamtenergie der Strahlung von diesem kontinuierlichen Bereich überlagert und es entsteht das Grenzkontinuum.